# ديزغران (إيوان)
ديزغران (بالفارسية: دیزگران) هي قرية تقع في قسم زرنة الريفي (مقاطعة إيوان) في إيران.